# Narella orientalis
Narella orientalis is een zachte koraalsoort uit de familie Primnoidae. De koraalsoort komt uit het geslacht Narella. Narella orientalis werd in 1906 voor het eerst wetenschappelijk beschreven door Versluys. 